# Kokolj
Kokolj je priimek v Sloveniji, ki ga je po podatkih Statističnega urada Republike Slovenije na dan 1. januarja 2010 uporabljalo 93 oseb.

## Znani nosilci priimka
- Edvard Kokolj (1911—1945), književni kritik, partizanski časnikar in prevajalec
- Miroslav Kokolj (1906—1989), pedagog in publicist